# Benimantell (kommunhuvudort)
Benimantell är en kommunhuvudort i Spanien. Den ligger i provinsen Provincia de Alicante och regionen Valencia, i den östra delen av landet, 400 km sydost om huvudstaden Madrid. Benimantell ligger 544 meter över havet och antalet invånare är 454.
Terrängen runt Benimantell är huvudsakligen kuperad, men åt sydväst är den bergig. Runt Benimantell är det ganska tätbefolkat, med 120 invånare per kvadratkilometer. Närmaste större samhälle är Benidorm, 16,9 km söder om Benimantell. 